# Red Swan
『Red Swan』（レッドスワン）は、YOSHIKI feat.HYDEのシングル。2018年10月3日にポニーキャニオンよりリリースされた。

## 概要
マキシシングルとしては「ゴールデングローブのテーマ」以来5年ぶり、CDシングルとしては「Foreign Sand」以来24年ぶりとなるシングル。
『Red Swan』はテレビアニメ『進撃の巨人 Season3 Part.1』のオープニングテーマ。
2018年7月にアメリカ・ロサンゼルスで行われたアニメカルチャーコンベンション「Anime Expo 2018」のワールドプレミアにてアナウンスされた。
アナウンス当初は「X JAPAN feat. HYDE」名義になる予定だったが、7月20日に配信されたニコニコチャンネル「YOSHIKI CHANNEL」にて、「YOSHIKI feat. HYDE」名義に変更となることを報告。
7月23日にTV edit版が先行配信。
2022年8月現在サウンドトラックを含めアルバム未収録である。
2023年9月公開のYOSHIKI初監督映画『YOSHIKI: UNDER THE SKY』に収録されている「Red Swan」の演奏は、YOSHIKIとHYDEのコラボレーションにSUGIZOもギターで参加している。
YOSHIKIのクラシック公演ではフルオーケストラでYOSHIKI feat. HYDEにより演奏されることがある。THE LAST ROCKSTARSのライブ演奏では2023年11月の日本公演で本編のフィナーレが「Red Swan」であった。

### 仕様
「YOSHIKI feat.HYDE盤」「進撃の巨人盤」の2形態で発売。進撃の巨人盤のジャケットにはアニメの主人公エレンと最強の兵士リヴァイが描かれている。

## チャート成績
2018年10月15日付のオリコン週間ランキングでは週間4位にランクインした。

## 収録曲
YOSHIKI feat. HYDE盤
1. Red Swan
作詞・作曲：YOSHIKI
2. Red Swan（Instrumental）

進撃の巨人盤
1. Red Swan
2. Red Swan（Instrumental）
3. Red Swan -TV Edit-

## 参加ミュージシャン
- YOSHIKI - ドラムス、ピアノ、ギター、ベース、シンセサイザー、プロデュース
- HYDE - ボーカル
- PATA - ギター（ゲスト参加）
- SUGIZO - ギター（ゲスト参加）
- HEATH - ベース（ゲスト参加）

## ミュージックビデオ
2018年10月1日、ポニーキャニオンのYouTubeチャンネルから1コーラスに編集された1分44秒のショートミュージックビデオがアップロードされた。音源はテレビアニメオープニングに同じくTV Editバージョン。映像は、これまで放送されたシーンを振り返ったり、Season3 Part.1のシーンから。巨人が何体か登場する。雄叫びを上げる1体は、パラディ島民以外の人類を絶滅させることが幸せと考えている巨人化した主人公エレン。ヒゲをたくわえた巨人は、「獣の巨人」と化したジーク。コニーの家で仰向けになっている不完全体の巨人は、「獣の巨人」（ジーク）により人間を攻撃するため巨人化されたコニーの母。掴んだヒストリアを離して去って行く巨人はユミル。ロッド・レイスは私生児で実の娘ヒストリアを抱擁してレイス家の真実を語る。二刀流の使い手リヴァイは、彼の師匠であったケニーが率いる憲兵団を相手に応戦し、大激闘を展開する。
2018年12月27日にYOSHIKIのYouTubeチャンネルからフルバージョン4分29秒を収録した「Official Lyric Video」がアップロードされた。音源はシングル盤A面バージョン。映像は、大地、森林、城壁、バンガローなどの風景がポニーキャニオンのショートミュージックビデオに追加され、巨人化したコニーの母とユミルの登場順序が入れ替わっている。
テレビアニメでオープニング曲「Red Swan」と共に幼少期のエレン、ミカサ、アルミンが登場するオープニング映像は、アニメ『進撃の巨人』完結のタイミングに合わせて2023年11月4日にポニーキャニオンのYouTubeチャンネルからアップロードされた。

## テレビ演奏
- 2018年9月17日 - テレビ朝日系『ミュージックステーション ウルトラFES 2018』[8]
- 2018年12月31日 - NHK『第69回NHK紅白歌合戦』[9]
ゲスト参加：SUGIZO[10]
- 2023年12月27日 - 日本テレビ系『発表!今年イチバン聴いた歌』[11]
ゲスト参加：SUGIZO[12]

## 別ボーカルバージョン
- 千葉幕張メッセにおける『テレビ朝日ドリームフェスティバル2019』にYOSHIKIが出演した時は、HYDEがアメリカツアーで不在のため、清春が代理のボーカルを担当した[13]。
- 2023年10月のYOSHIKIクラシカルワールドツアー日本公演でBeverlyがゲストボーカルとして歌った[14]。